# Sparta (Tennessee)
Sparta é uma cidade localizada no estado norte-americano de Tennessee, no Condado de White.

## Demografia
Segundo o censo norte-americano de 2000, a sua população era de 4599 habitantes.
Em 2006, foi estimada uma população de 4809, um aumento de 210 (4.6%).

## Geografia
De acordo com o United States Census Bureau tem uma área de
16,4 km², dos quais 16,4 km² cobertos por terra e 0,0 km² cobertos por água. Sparta localiza-se a aproximadamente 390 m acima do nível do mar.

## Localidades na vizinhança
O diagrama seguinte representa as localidades num raio de 32 km ao redor de Sparta.